# Тернопільський коледж харчових технологій і торгівлі
ДВНЗ «Тернопільський коледж харчових технологій і торгівлі» — державний вищий навчальний заклад I рівня акредитації в місті Тернополі.

## Історія
1 вересня 1963 року за наказом Міністерства торгівлі УРСР від 27 липня 1963 № 264 «Про заходи з покращення підготовки кадрів для торгівлі і громадського харчування в УРСР» Тернопільська школа торгово-кулінарного учнівства (діяла від 1939) реорганізована в Тернопільський технікум радянської торгівлі.
У ті час в технікумі готували молодших спеціалістів за такими спеціальностями:
- «Товарознавство і організація торгівлі промисловими товарами»
- «Товарознавство і організація торгівлі продовольчими товарами»
- «Технологія приготування їжі»

За наказом Міністерства торгівлі України від 19 вересня 1991 року № 91 Тернопільський технікум радянської торгівлі перейменовано в Тернопільський комерційний технікум. За постановою Кабінету міністрів України від 18 січня 1992 року № 15 технікум перейшов у підпорядкування Міністерства освіти України. Від 2002 — вищий заклад освіти 1-го рівня акредитації. За наказом Міністерства освіти і науки України від 4 березня 2005 року № 132 Тернопільський комерційний технікум перейменовано в Тернопільський коледж харчових технологій і торгівлі.

## Педагогічний колектив
- Анатолій Грузін — директор у 1975—2005[1],
- Людмила Крукевич — директор від квітня 2005.

- Тетяна Когут — заступник директора з навчально-методичної роботи,
- Стефанія Кундрат — заступник директора з виробничої роботи,
- Стефанія Грицишин — заступник директора з навчально-виховної роботи.

Навчальний процес забезпечує 50 викладачів (31 — вищої категорії, 8 відмінників освіти України), 17 викладачів-методистів.

### Працювали
- Людмила Довгальова — завідувачка бібліотекою в 1963—1991 роках[3]

## Структура коледжу
- Технологічне відділення
- Товарознавче відділення
- Відділення готельно-ресторанного бізнесу

Навчальний корпус розташований на проспекті С. Бандери, 73.
Загальна площа навчального корпусу — 7243 м², аудиторний фонд — 81 %; діють 42 навчальні кабінети, 3 лабораторії комп'ютерних технологій, бібліотека з читальним залом на 100 місць, спортивний зал і майданчик пл. 330 м², медичний пункт, їдальня.

## Спеціальності і професії
Коледж готує фахівців наступних освітньо-кваліфікаційний рівнів та спеціальностей:
- денна форма навчання на базі 9 та 11 класів
  - 5.03050701 «Маркетингова діяльність»
  - 5.03051001 «Товарознавство та комерційна діяльність»
  - 5.14010102 «Ресторанне обслуговування»
  - 5.03070102 «Готельне обслуговування»
  - 5.05170101 «Виробництво харчової продукції»
  - 5. 05170104 «Виробництво хліба, кондитерських, макаронних виробів та харчоконцентратів»
- заочна форма навчання на базі 11 класів за кошти фізичних та юридичних осіб
  - 5.03051001 «Товарознавство та комерційна діяльність» —
  - 5.05170101 «Виробництво харчової продукції»

## Випускники
З часу заснування коледж підготував понад 9 тис. спеціалістів для торгівлі та громадського харчування.
- Ірина Герман — українська майстриня декоративно-ужиткового мистецтва (вишивка).
- Ольга Зелененька — акторка[4].
- Олександр Криницький — український економіст, банкір[5].
- Марія Линда — український управлінець, меценат, громадська діячка[6].
- Володимир Фостик — український господарник, меценат, голова правління ВАТ «ЦУМ»[7].
- Любомира Шевчук — українська майстриня декоративно-ужиткового мистецтва (в'язання гачком)[8].